# شیر بشقابی

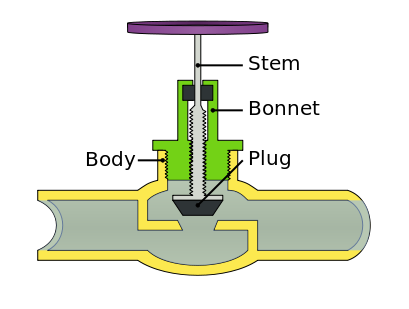
Globe Valves Part

 شیر بشقابی یا شیر کروی (به انگلیسی: Globe valve) گونه‌ای از شیرهای صنعتی هستند که در آن یک دیسک که به شکل مخروط ناقص یا نیم کره طراحی شده وظیفه کنترل جریان سیال را بر عهده دارد. این دسته از شیرها در مسیرهایی عمدتاً نصب می‌گردند که قرار است در این مسیر کار کنترل دبی جریان انجام پذیرد.
این شیرها بعلت حرکت غیر خطی سیال، مقاومت بیشتری را نسبت به انواع دیگر در برابر جریان از خود نشان می‌دهند.

## ساختار کلی و عملکرد
این شیرها قابلیت تنظیم جریان را دارا بوده و گاهی اوقات به منظور قطع و وصل جریان (ON-OFF) نیز بکار برده می‌شوند. یک دیسک با مقطع دایره‌ای افقی، که به وسیلهٔ هندویل و ساقه شیر به سمت حلقه آب‌بندی(seatring) افقی، رانده شده یا از آن دور می‌شود، جریان سیال را کنترل می‌کند. بواسطه تغییر مسیر موجود در طراحی این شیر، در جریان سیال اغتشاش و تلاطم ایجاد می‌گردد، این تلاطم باعث مقاومت در برابر حرکت سیال و افت فشار قابل ملاحظه خواهد گردید.
در این نوع شیر حرکت سیال به‌طور معمول از پایین دیسک به سمت بالا می‌باشد. به همین دلیل بر روی بدنه آن یک جهت نما (فلش) وجود دارد که جهت نصب را معین می‌نماید.
تحت فشار نبودن محفظه STUFFING BOX هنگام بسته بودن شیر مزیت و انقباض استم پس از بسته شدن شیر در سرویس سیالات داغ و ایجاد نشتی از محدودیت‌های آنهاست.
در اکثر موارد به صورت آببندی فلز به فلز ساخته می‌شوند در حقیقت دیسک و حلقه آب‌بند فولادی می‌باشند.

## استاندادها
استاندارد ساخت این شیرها BS 1873 است و بر اساس API 598 تست می‌شوند.

## انواع شیرهای بشقابی

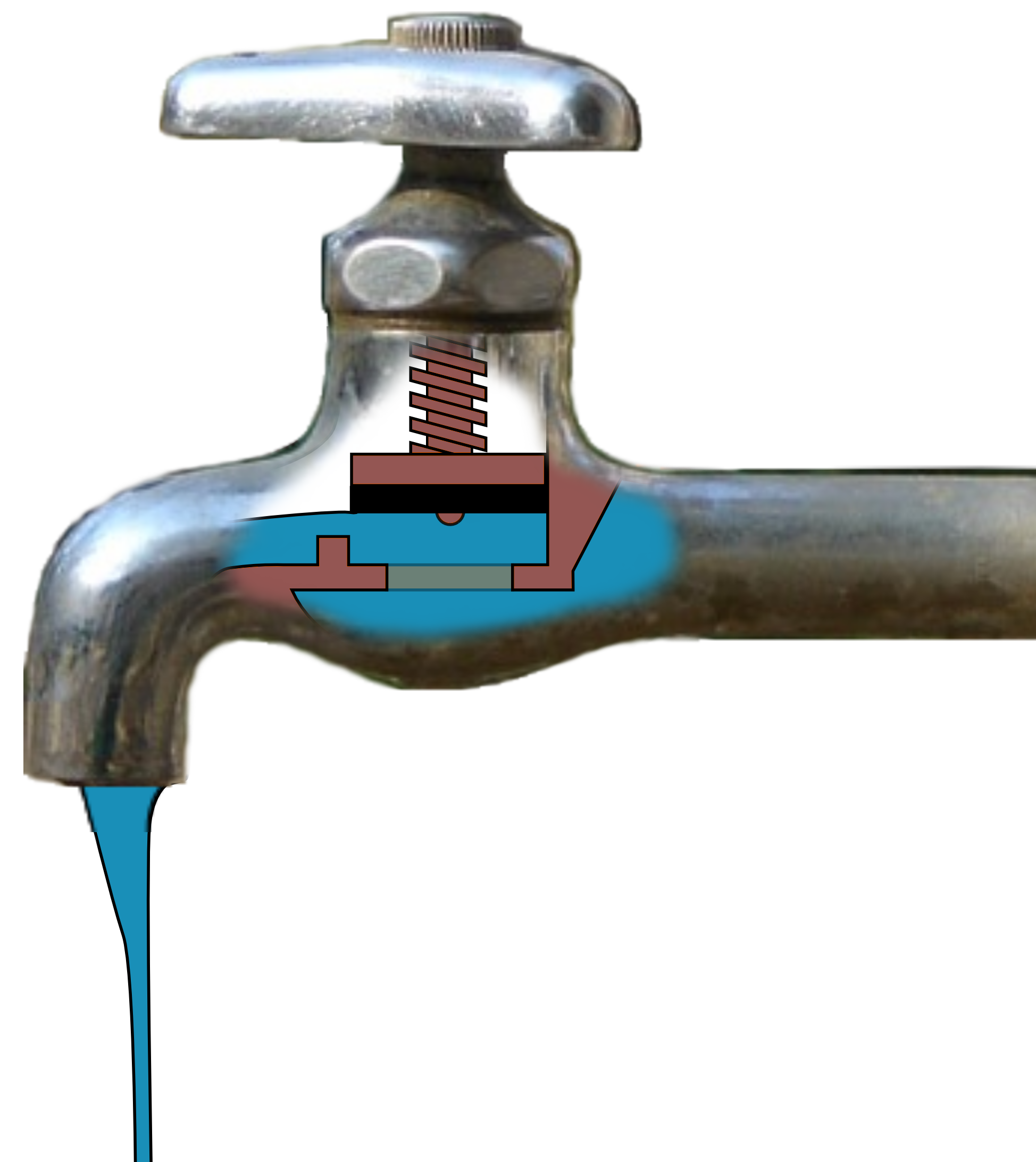
ساختمان داخلی یک شیر آب

این شیرها دارای طراحی‌های متنوعی هستند.
شیر زاویه‌ای(ANGLE VALVE):
این شیر دارای یک زاویه ۹۰ درجه بین ورودی و خروجی می‌باشد.
در فضاهای محدود ضمن کنترل جریان وظیفه یک زانویی را هم بر عهده می‌گیرد. این نوع شیر مقاومت به جریان بسیار پایینی داشته در هزینه نصب یک زانویی (ELBOW) صرفه جویی می‌گردد.
شیر سوزنی (NEEDLE VALVE):
در مواردیکه تنظیم جریان را با دقت خاصی مورد نیاز باشداز شیرهای سوزنی استفاده می‌شود، دیسک این نوع شیر سوزنی شکل بوده و به همین دلیل نامگذاری گردیده است. شیرهای سوزنی در سایزهای پایین (غالباً ۱⁄۲ تا ۳⁄۴ اینچ)، و معمولاً برای مصارف ابزار دقیق و نمونه‌گیری بکار برده می‌شوند.